# Ашраф Беншаркі
Ашраф Беншаркі (араб. أشرف بن شرقي, нар. 24 вересня 1994, Фес) — марокканський футболіст, півзахисник єгипетського клубу «Аль-Аглі» та національної збірної Марокко.
Виступав також за клуб «Замалек».
Чемпіон Марокко. Чемпіон Саудівської Аравії. Дворазовий володар Кубка Єгипту. Володар Суперкубка Єгипту. Триразовий чемпіон Єгипту. Переможець Ліги чемпіонів КАФ. Володар Суперкубка КАФ.

## Клубна кар'єра
Народився 24 вересня 1994 року в місті Фес. Вихованець футбольної школи клубу МАС (Фес). Дорослу футбольну кар'єру розпочав 2014 року в основній команді того ж клубу, в якій провів два сезони, взявши участь у 52 матчах чемпіонату. 
Згодом з 2016 по 2019 рік грав у складі команд «Відад» (Касабланка), «Аль-Хіляль» та «Ланс».
Своєю грою за останню команду привернув увагу представників тренерського штабу клубу «Замалек», до складу якого приєднався 2019 року. Відіграв за каїрську команду наступні три сезони своєї ігрової кар'єри. Більшість часу, проведеного у складі каїрського «Замалека», був основним гравцем команди. У складі каїрського «Замалека» був одним з головних бомбардирів команди, маючи середню результативність на рівні 0,36 гола за гру першості.
Протягом 2022—2025 років захищав кольори клубів «Аль-Джазіра» та «Ер-Раян».
До складу клубу «Аль-Аглі» приєднався 2025 року. Станом на 25 червня 2025 року відіграв за каїрську команду 3 матчі в національному чемпіонаті.

## Виступи за збірні
Протягом 2014–2017 років залучався до складу молодіжної збірної Марокко. На молодіжному рівні зіграв у 6 офіційних матчах, забив 4 голи.
2017 року дебютував в офіційних матчах у складі національної збірної Марокко.
| Дата       | Місто                   | Господарі                        | Результат               | Гості                            | Турнір                                               | Голи | Примітки |
| ---------- | ----------------------- | -------------------------------- | ----------------------- | -------------------------------- | ---------------------------------------------------- | ---- | -------- |
| 13-8-2017  | Александрія             | Єгипет                           | 1 – 1                   | Марокко                          | Q. Campionato delle Nazioni Africane 2018            | -    | 74'      |
| 18-8-2017  | Рабат                   | Марокко                          | 3 – 1                   | Єгипет                           | Q. Campionato delle Nazioni Africane 2018            | -    | 70'      |
| 11-11-2017 | Абіджан                 | Кот-д'Івуар                      | 0 – 2                   | Марокко                          | Відбір до ЧС 2018                                    | -    | 75'      |
| 13-1-2018  | Касабланка              | Марокко                          | 4 – 0                   | Мавританія                       | Campionato delle Nazioni Africane 2018 - 1-й етап    | 1    | 74'      |
| 17-1-2018  | Касабланка              | Марокко                          | 3 – 1                   | Гвінея                           | Campionato delle Nazioni Africane 2018 - 1-й етап    | -    | 79'      |
| 17-1-2018  | Касабланка              | Марокко                          | 0 – 0                   | Судан                            | Campionato delle Nazioni Africane 2018 - 1-й етап    | -    |          |
| 27-1-2018  | Касабланка              | Марокко                          | 2 – 0                   | Намібія                          | Campionato delle Nazioni Africane 2018 - чвертьфінал | -    |          |
| 31-1-2018  | Касабланка              | Марокко                          | 3 – 1 д.ч.              | Лівія                            | Campionato delle Nazioni Africane 2018 - півфінал    | -    |          |
| 9-10-2020  | Рабат                   | Марокко                          | 3 – 1                   | Сенегал                          | товариський матч                                     | -    | 70'      |
| 13-10-2020 | Рабат                   | Марокко                          | 1 – 1                   | ДР Конго                         | товариський матч                                     | -    | 63'      |
| 13-11-2020 | Касабланка              | Марокко                          | 4 – 1                   | Центральноафриканська Республіка | Відбір до Кубка африканських націй 2021              | -    | 72'      |
| 17-11-2020 | Дуала                   | Центральноафриканська Республіка | 0 – 2                   | Марокко                          | Відбір до Кубка африканських націй 2021              | -    | 90+2'    |
| 12-6-2021  | Рабат                   | Марокко                          | 1 – 0                   | Буркіна-Фасо                     | товариський матч                                     | -    | 83'      |
| 2-9-2021   | Рабат                   | Марокко                          | 2 – 0                   | Судан                            | Відбір до ЧС 2022                                    | -    | 88'      |
| 6-10-2021  | Рабат                   | Марокко                          | 5 – 0                   | Гвінея-Бісау                     | Відбір до ЧС 2022                                    | -    | 67'      |
| 12-11-2021 | Рабат                   | Судан                            | 0 – 3                   | Марокко                          | Відбір до ЧС 2022                                    | -    | 82'      |
| 16-11-2021 | Рабат                   | Марокко                          | 3 – 0                   | Гвінея                           | Відбір до ЧС 2022                                    | -    | 79'      |
| 1-12-2021  | Ель-Вакра (місто)       | Марокко                          | 4 – 0                   | Палестина                        | Coppa araba FIFA 2021 - 1-й етап                     | -    |          |
| 4-12-2021  | Ер-Раян (муніципалітет) | Йорданія                         | 0 – 4                   | Марокко                          | Coppa araba FIFA 2021 - 1-й етап                     | -    | 61'      |
| 12-12-2021 | Доха                    | Марокко                          | 2 – 2 д.ч. (5 – 7 п.п.) | Алжир                            | Coppa araba FIFA 2021 - чвертьфінал                  | -    |          |
| Усього     |                         | Матчів                           | 20                      |                                  | Голів                                                | 1    |          |

## Титули і досягнення

### Командні
- Чемпіон Марокко (1):

«Відад» (Касабланка): 2016-2017
- Чемпіон Саудівської Аравії (1):

«Аль-Хіляль»: 2017-2018
- Володар Суперкубка Саудівської Аравії (1):

«Аль-Хіляль»: 2018
- Володар Кубка Єгипту (2):

«Замалек»: 2018-2019, 2020-2021
- Володар Суперкубка Єгипту (1):

«Замалек»: 2019
- Чемпіон Єгипту (3):

«Замалек»: 2020-2021, 2021-2022
«Аль-Аглі»: 2024-2025
- Переможець Ліги чемпіонів КАФ (1):

«Відад» (Касабланка): 2017
- Володар Суперкубка КАФ (1):

«Замалек»: 2020